# Internetkávézó
Az internetkávézó, másképpen internetpont egy közösségi pont, ahol fizetség fejében számítógéphasználatra és internetezésre van lehetőség.
Egyik fajtája, amikor asztali számítógépeket kötöttek internetre. Ez az internet pont fizetős, perc alapon számláznak. Meghatározták, hogy harminc perc vagy egy óra mennyibe kerül. A felhasználó kiválasztotta az egyik irodai számítógépet és böngészhetett az interneten. Könyvtárakban hasonló a helyzet, ott lehet találni ingyenes internet pontot is, de vannak könyvtárak, ahol bevezették a fizetős internetet.

## Lásd még
- Netkávézó-menekült